# Aleurocanthus davidi
Aleurocanthus davidi là một loài côn trùng cánh nửa trong họ Aleyrodidae, phân họ Aleyrodinae.
Aleurocanthus davidi được David & Subramaniam miêu tả khoa học đầu tiên năm 1976.